# Montevarchi Calcio Aquila 1902 1985-1986
Questa voce raccoglie le informazioni riguardanti  il Montevarchi Calcio Aquila 1902 nelle competizioni ufficiali della stagione 1985-1986.

## Rosa
| N. |                   | Ruolo | Calciatore         |
| -- | ----------------- | ----- | ------------------ |
|    | Italia (bandiera) | A     | Salvatore Barbieri |
|    | Italia (bandiera) | A     | Andrea Bertini     |
|    | Italia (bandiera) | C     | Michele Biagianti  |
|    | Italia (bandiera) | C     | Giovanni Botteghi  |
|    | Italia (bandiera) | D     | Vinicio Brilli     |
|    | Italia (bandiera) | A     | Alessio Brogi      |
|    | Italia (bandiera) | P     | Roberto Busi       |
|    | Italia (bandiera) | D     | Alessandro Calori  |
|    | Italia (bandiera) | C     | Silvio Dati        |
|    | Italia (bandiera) | C     | Dell'Uomo Franco   |
|    | Italia (bandiera) | A     | Ciro Donnarumma    |
|    | Italia (bandiera) | D     | Maurizio Dozzi     |
|    | Italia (bandiera) | P     | Leonardo Lovari    |
|    | Italia (bandiera) | D     | Vinicio Olmi       |
|    | Italia (bandiera) | D     | Massimo Quercioli  |
|    | Italia (bandiera) | C     | Renato Radicioni   |
|    | Italia (bandiera) | C     | Paolo Sacchetti    |
|    | Italia (bandiera) | A     | Tonino Stilo       |
|    | Italia (bandiera) | A     | Alessandro Tatti   |
|    | Italia (bandiera) | C     | Alessandro Zaccolo |